# DigitalGlobe
DigitalGlobe war ein US-Unternehmen mit Sitz im Großraum Denver, das Satellitendaten und entsprechende Produkte anbot. Nach der Übernahme des Konkurrenten GeoEye 2013 war Digital Globe einer der weltweit führenden Verkäufer von kommerziellen Satellitendaten. Google nutzte die Daten von DigitalGlobe teilweise exklusiv. Das Unternehmen beschäftigte Ende 2015 1.189 Mitarbeiter.
Am 5. Oktober 2017 wurde das Unternehmen von Maxar Technologies gekauft.

## Geschichte
Das Unternehmen wurde 1992 als Earth imaging and information company von Walter Scott gegründet. Im gleichen Jahr erhielt es die Genehmigung des amerikanischen Wirtschaftsministeriums vor dem Hintergrund des Land Remote Sensing Policy Act, hochaufgelöste Aufnahmen aus dem All machen zu dürfen. 
Der ursprüngliche Name der Firma war WorldView, sie nannte sich ab 1995 EarthWatch und ab September 2001 DigitalGlobe.
Mit dem Start des Satelliten QuickBird 2 am 18. Oktober 2001 nahm Digital Globe weltweit einen Spitzenplatz unter den Anbietern ein. Google Earth und HERE maps beziehen ihr Material von DigitalGlobe. Das Unternehmen nahm 2007 mit WorldView-1 und 2009 mit WorldView-2 weitere Satelliten in Betrieb. Der Start von WorldView-3 mit einer Atlas V erfolgte am 13. August 2014.
Mit Wirkung vom 30. Januar 2013 schloss sich DigitalGlobe mit dem Konkurrenten GeoEye zusammen. Der Start des Satelliten GeoEye-2, der für Mai 2013 vorgesehen war, wurde abgesagt, der Satellit wurde eingelagert. Unter der Bezeichnung WorldView-4 wurde er am 11. November 2016 ins All gebracht.
Seit 2016 kartiert Facebook zusammen mit DigitalGlobe automatisiert Gebiete für OpenStreetMap.

## Satelliten
| Name                           | Start         | COSPAR-ID | Rakete    | Startplatz | Anmerkung                    |
| ------------------------------ | ------------- | --------- | --------- | ---------- | ---------------------------- |
| EarlyBird                      | 24. Dez. 1997 | 1997-085A | Start-1   | Swobodny   | verglüht am 27. Juli 2000    |
| IKONOS                         | 24. Sep. 1999 | 1999-051A | Athena II | Vandenberg | stillgelegt am 31. März 2015 |
| QuickBird 1                    | 20. Nov. 2000 | -         | Kosmos-3M | Plessezk   | Fehlstart                    |
| QuickBird 2                    | 18. Okt. 2001 | 2001-047A | Delta II  | Vandenberg | verglüht am 27. Januar 2015  |
| WorldView-1                    | 18. Sep. 2007 | 2007-041A | Delta II  | Vandenberg |                              |
| GeoEye-1                       | 06. Sep. 2008 | 2008-042A | Delta II  | Vandenberg |                              |
| WorldView-2                    | 08. Okt. 2009 | 2009-055A | Delta II  | Vandenberg |                              |
| WorldView-3                    | 13. Aug. 2014 | 2014-048A | Atlas V   | Vandenberg |                              |
| WorldView-4 (ehemals GeoEye-2) | 11. Nov. 2016 | 2016-067A | Atlas V   | Vandenberg | defekt                       |

Digital Globe plant eine Satellitenreihe unter dem Namen "WorldView Legion", gebaut von SSL. Die sechs Satelliten sollen zwischen 2023 und 2024 gestartet werden und die Kapazitäten der Satelliten WorldView-1, WorldView-2 und GeoEye-1 Earth ersetzen.

## Besondere Fotos
2011 veröffentlichte das Unternehmen ein Bild des bis dahin unbekannten ersten Flugzeugträgers der Volksrepublik China. Das Bild zeigte den ehemaligen ukrainischen Träger „Warjag“ (später Liaoning) vor der chinesischen Küste im Gelben Meer. Die Firma erklärte, bereits am 8. Dezember 2011 seien Bilder vom Flugzeugträger „Warjag“ geschossen worden. Ein Analyst der Firma sei beim Durchsuchen der Fotos auf die Aufnahme gestoßen.